# Manzanares (distrito)
Manzanares é um distrito da província de Concepción, localizado do Departamento de Junín, Peru.

## Transporte
O distrito de Manzanares não é servido pelo sistema de estradas terrestres do Peru.